# 마즈웨이 (정치인)
마즈웨이(중국어 정체자: 馬治薇, 병음: Mǎ Zhìwēi, 한자음: 마치미, 1983년 5월 17일 ~ )는 중화민국의 기자이자 정치인이며, 전 대만인민당 타오위안당 본부 대변인은 중국 대륙 본토로부터 정치적 기부금을 받은 혐의로 2024년 1월 인민당에서 제명되었다. 그는 현재 무소속이자 타오위안시 제1선거구 입법회 후보이다.

## 학력
- 중국 문화 대학

## 같이 보기
- 대만민중당